# きれいのくに
『きれいのくに』は、2021年4月12日から5月31日まで、NHK総合「よるドラ」で放送されていたテレビドラマ。主演は吉田羊。
同年4月から「よるドラ」の枠が月曜の22:45 - 23:15に移動。本作は月曜日時代最初の放送作品となる。加藤ローサは約10年ぶりの地上波ドラマ出演。

## 製作
脚本の加藤拓也によれば企画時点では全く別の話として進んでいたが、2年ほどたち一旦リセットとなり、新たな企画とともにいくつか持ち込んだプロットの中で最も「ダメだ」、「変だ」と思ったものが採用されたものだという。根底には心の奥底にある『好きな人の好きな顔になりたい』という感情が詰まっているとしている。

## あらすじ
とある世界では、若者の間では美容整形が当たり前となっており、衣服やアクセサリーで個性を出しながらも男は稲垣吾郎、女は加藤ローサの顔になっていた。

## キャスト
- 橋本恵理（43）（美容師・宏之の妻） - 吉田羊[1]
- 橋本宏之（税理士・恵理の夫） - 平原テツ[1]
- 佐川恵理（33） -  蓮佛美沙子[1]
- 恵理（23） -  小野花梨
- 佐川健司（スチールカメラマン・恵理の夫） - 橋本淳
- 健司（20代） - 須賀健太
- 由香里 - 村川絵梨
- 太田 - 徳永えり
- 根木 - 木村達成
- 千葉（刑事） - 山中崇
- 平野（医師） ‐ 安井順平
- 誠也（高校生） - 青木柚[1]
- 凜（高校生） - 見上愛[1]
- れいら（高校生） - 岡本夏美[1]
- 貴志（高校生） - 山脇辰哉[1]
- 中山（高校生） - 秋元龍太朗[1]
- 男 - 稲垣吾郎[1]
- 女 - 加藤ローサ[1]
- 映画監督 - 稲垣吾郎
- 謎の女・佐川 - 蓮佛美沙子
- 小野田唯 - 吉田羊

## スタッフ
- 脚本 - 加藤拓也
- 音楽 - 蓮沼執太
- 制作統括 - 訓覇圭
- プロデューサー - 小西千栄子、高橋優香子
- 演出 - 西村武五郎、鹿島悠、田中陽児、加藤拓也

## 放送日程
| 放送回 | 放送日  | ラテ欄 | 演出       |
| ------ | ------- | ------ | ---------- |
| 第1話  | 4月12日 |        | 西村武五郎 |
| 第2話  | 4月19日 |        | 鹿島悠     |
| 第3話  | 4月25日 |        | 西村武五郎 |
| 第4話  | 5月3日  |        | 加藤拓也   |
| 第5話  | 5月10日 |        | 鹿島悠     |
| 第6話  | 5月17日 |        | 鹿島悠     |
| 第7話  | 5月24日 |        | 田中陽児   |
| 第8話  | 5月31日 |        | 西村武五郎 |